# Вартові галактики (2008)
Вартові галактики (англ. Guardians of the Galaxy) — команда супергероїв з коміксів американського видавництва Marvel. Команда вперше з'явилася в коміксі Guardians of the Galaxy vol. 2 #1 в травні 2008 року і була сформована Деном Абнеттом і Енді Ланнинґом з персонажів, створених різними письменниками й художниками. Є другою командою, що має цю назву; перша команда була створена в 1969 році Арнольдом Дрейком і Джином Коланом.

## Історія публікацій
Випуск Guardians of the Galaxy (vol. 2), написаний Деном Абнеттом і Енді Ланнингом, вийшов в травні 2008 року і показав нову команду, що складається з персонажів, що діють в історії Анігіляція: Завоювання.
Серія йшла паралельно з Nova vol. 2, яка також була написана Абнеттом і Ланнингом. Обидві серії перейшли в сюжетні лінії War of Kings і Realm of Kings. Підлогу Пеллетьє був художником перших семи випусків. Бред Вокер і Вес Крейґ чергувалися у випусках з 8 по 25.
Серія була закінчена у квітні 2010 року з 25 випуском. Деякі теми сюжету були завершені в The Thanos Imperative 1-6 і двох її одинарних випусках (травень 2010 — січень 2011).
Команда була знову зібрана в Avengers Assemble # 4-8 (червень — жовтень 2012).
Серія була відновлена у 2013 році.

## Історія команди
В період після Анігіляції Зоряний лицар вирішив сформувати міжзоряну команду героїв, які будуть активно захищати Галактику, а не реагувати на кризи з нагоди, як це було під час Анігіляції. З цією метою він вербує Адама Ворлока, Дрекса Руйнівника, Ґамору, Філу-Велл (нового Квазара), Ракети і Ґрута, а також Богомолицю. За рекомендацією свого союзника, Нові, група базується на космічній станції «Забуття», яка володіє системою телепортації з майже універсальним діапазоном. З командою тісно співпрацює розумна собака-телепат, на ім'я Космо, є главою безпеки «Знання». Після конфронтації з Вселенською церквою істини команда зустрічає людину, наполовину втратив пам'ять, який називає себе Венсом Астро, це був Майор Перемога, член перших Вартових Галактики. Венс Астро пропонує поки ще безіменну команду назвати «Вартові галактики». Коли команда дізнається, що Зоряний лицар наказав Богомолиця телепатично примусити героїв до вступу в команду, вони розходяться.
Ракета вирішив продовжити місію Зоряного лицаря і почав пошук зниклих членів. Він попросив Жука приєднатися до команди, повернув в команду Ґрута, а також Богомолиця і Майор Перемога стали повноцінними членами.
Між тим Зоряний лицар був засланий в Негативну зону Ронаном Обвинувачем за свої дії під час спроби Фаланги завоювати Імперію Крии. Там він виявляє себе в центрі боротьби короля Бластаара, що намагається захопити в'язницю № 42 і використовувати її портал для вторгнення на Землю. Зоряний Лицар разом зі своїм союзником Джеком Прапором захищають в'язницю і зв'язуються з іншими Правоохоронцями для порятунку. Нова команда Реактивного Єнота успішно повертає їх, і Джек Флаг стає членом команди.
В цей час Дрекс та Філу-Велл починають шукати їх подругу Камми, але пошуки зводять їх з провидцем, який розповідає їм про надвигавшейся війні. Файлу змогла повернути до життя Місячного дракона, але втратила свої Квантові браслети. Наслідком для Філи стало те, що вона тепер була новим аватаром смерті. Вони повернулися на «Знання» і перестали займатися пошуком Каммі.

### Війна королів
Адам Ворлок і Ґамора повернулися і повідомили про Війну королів. Вони розділилися на три команди, по одній на Крі і Ши'ар, і одна команда залишається на «Знанні», щоб координувати. Команда Кріі зв'язується з Чорним Громом та Нелюдьми, але їх прохання про світ були відкинуті. Команда Ши'ар піддається нападу Вулкана та Імперської гвардії, що привело їх до союзу з зоряними гасителями.
Зоряний лицар, Богомолиця, Жук, Джек Флеґ і Космо переносяться в XXXI століття до Вартових галактики тієї епохи, які попереджають їх про створення всеруйнівного енергетичного розколу, викликав Дефект. Застрягла в майбутньому команда відправляє повідомлення для Адама Ворлока у XXI століття. Ворлок не мав сили зупинити створення Дефекту, але в змозі стримати його заклинанням, яке вимагає стабільності. Ворлок вибирає те, яке він раніше стер, в результаті чого він стає Магусом. Команда Зоря з допомогою Канґа-Завойовника повертається в той момент часу. Щоб врятуватися, Маґус фальсифікує свою смерть, смерть Богомолиця, Космо, Майора Перемоги, Мучениці та Ґамори.
Мучениця звільняється з допомогою Виру, а також дозволяє Богомолиця викликати інших Вартою за допомогою телепатії. Коли ті приходять на допомогу, Філу-Велл, перебуваючи в омані Виру, звільняє Таноса. Танос вбиває Мученицю, але потрапляє в полон до Правоохоронців і поміщається на «Знання» як в'язень.

### Імператив Таноса
Коли всесвіт була захоплена альтернативної всесвіту «Канкерверс», Варти беруть Таноса в «Канкерверс» в спробі закінчити війну раніше. Попутно Дракс нападає на Таноса, але гине. Вони зрештою мають успіх у припиненні війни, але Танос залишається в люті, обіцяючи вбити всіх. Поряд з Нова Зоряний Лицар залишається в розвалюється «Канкерверс».
Після зникнення Зоряного Лицаря Вартові розпустилися. Тим не менш, вірячи у свою справу, Космо зібрав іншу команду під назвою «Анігілятори». Реактивний Єнот і Ґрут пізніше об'єдналися і вирішили продовжити спадщина Вартою, після чого дует запобіг інцидент на батьківщині Єнота, Полумире..
Нова команда з'являється на Землі, щоб допомогти Месникам проти Таноса.

### Marvel NOW!
Наразі в Marvel NOW! відбулися зміни у складі команди, а саме в команду увійшли: Агент Веном і Капітан Марвел.

## Склад команди
| Персонаж                        | Справжнє ім'я        | Вступ в команду                                   | Примітки |
| ------------------------------- | -------------------- | ------------------------------------------------- | --- |
| Адам Ворлок                     | Адам                 | Guardians of the Galaxy vol. 2 #1 (липень 2008)   | |
| Дракс Руйнівник                 | Артур Сампсон Дуглас | Guardians of the Galaxy vol. 2 #1 (липень 2008)   | |
| Ґамора                          | Ґамора               | Guardians of the Galaxy vol. 2 #1 (липень 2008)   | |
| Зоряний Лицар                   | Пітер Квілл          | Guardians of the Galaxy vol. 2 #1 (липень 2008)   | Лідер команди |
| Квазар також відома як Мучениця | Файлу-Велл           | Guardians of the Galaxy vol. 2 #1 (липень 2008)   | Поміняла ім'я на Мученицю в Guardians of the Galaxy vol. 2, #12 (травень 2009)                                              |
| Реактивний Єнот                 | Ракета               | Guardians of the Galaxy vol. 2 #1 (липень 2008)   | Був тимчасовим лідером під час відсутності Зоряного Лицаря                                                                  |
| Ґрут                            | Ґрут                 | Guardians of the Galaxy vol. 2 #7 (січень 2009)   | З'явився в якості молодого дерева в Guardians of the Galaxy vol. 2 #1 (липень 2008), пізніше отримав активну роль в команді |
| Богомолиця                      | Брандт               | Guardians of the Galaxy vol. 2 #7 (січень 2009)   | Служила в якості радника з Guardians of the Galaxy vol. 2 #1 (липень 2008), пізніше стала активним учасником                |
| Майор Перемога                  | Венс Астро           | Guardians of the Galaxy vol. 2 #7 (січень 2009)   | Член оригінальних Вартових Галактики                                                                                        |
| Жук                             | Жук                  | Guardians of the Galaxy vol. 2 #7 (січень 2009)   | |
| Джек Прапор                     | Джек Прапор          | Guardians of the Galaxy vol. 2 #9 (березень 2009) | |
| Космо                           | Космо                | Guardians of the Galaxy vol. 2 #12 (травень 2009) | Допомагав команді в Guardians of the Galaxy vol. 2 #1 (липень 2008) перед тим як офіційно приєднатися                       |
| Місячний дракон                 | Хізер Дуглас         | Guardians of the Galaxy vol. 2 #12 (травень 2009) | Відроджена бійки має і Файлой-Велл                                                                                          |
| Залізна людина                  | Тоні Старк           | Avengers Assemble #8 (жовтень 2012)               | |
| Анжела                          | Анжела               | Guardians of the Galaxy vol. 3 #9 (лютий 2014)    | |
| Агент Веном                     | Юджин «Флеш» Томпсон | Guardians of the Galaxy Free Comic Book Day       | |
| Капітан Марвел                  | Керол Денверс        | Guardians of the Galaxy Free Comic Book Day       | |

## Появи поза коміксів

### Мультсеріали
- Зоряний лицар, Адам Ворлок і Ґамора з'являються в анімаційному фільмі «Планета Халка» як глядачі арени.
- Вартові Галактики, складаються з Зоряного лицаря, Адама Ворлока, Філи-Велл, Ракети й Ґрута, з'явилися в серії «Майкл Корвак» 2 сезону мультсеріалу «Месники. Найбільші герої Землі»[31].
- Команда з'являється в однойменній серії мультсеріалу «Досконала Людина-павук»[32].
- Вартові Галактики у складі Зоряного лицаря, Ґамори, Дрекса, Ракети й Ґрута з'являються в мультсеріалі «Месники, загальний збір!»
- У чотирьох епізодах аніме «Marvel Disk Wars: The Avengers[en]».
- Marvel і Disney у 2015 році випустили самостійний мультсеріал «Вартові галактики»[33][34].

### Фільми
- Фільм «Вартові Галактики», що є частиною Кінематографічної всесвіту Marvel, вийшов 31 липня 2014 року, команда складалася з Зоряного Лицаря (Кріс Пратт), Ґамори (Зої Салдана), Дрекса Руйнівника (Девід Батіста), Ракети (Бредлі Купер) і Ґрута (Він Дізель). Режисирував фільм Джеймс Ґанн.[35][36] Антагоністами фільму виступили Ронан Обвинувач (Лі Пейс), Небула (Карен Ґіллан), а також Танос (Джош Бролін).

- Сиквел фільму вийшов у 2017 році. У ньому до команди приєдналися Йонду (Майкл Рукер), Небула (Карен Гіллан) і Богомолиця. Головним антагоністом стала жива планета Его, роль якого виконав Курт Рассел. Так само у фільмі у сцені після титрів з'явився кокон Адама Ворлока, створеного расою суверенів.

- Вартові Галактики у складі Зоряного лицаря, Ґамори, Дрекса, Ракети, Ґрута і Богомолиці з'явилися у фільмі «Месники: Війна Нескінченності» 2018 року. Вони прилітають на сигнал лиха асґардійського корабля і зустрічають Тора. Після цього команда розділяється. Ракета і Ґрут супроводжують Тора на Нідавелір, де той одержує нову зброю. Зоряний лицар, Ґамора, Дрекс і Богомолиця відправляються на Забуття для захисту перебуває там Каменю реальності, але їх випередив чекав їх Танос. Він викрадає Ґамору і, погрожуючи розправою над Небулою, випитує у неї місцеперебування Каменя душі, потім по прибуттю на Ворміру вбиває Ґамору для отримання каменю. Небула зв'язується з Вартовими та просить їх прибути на Титан. Там у них зав'язується невеликий конфлікт з Залізною людиною, Людиною-павуком і Доктором Стренджем, після чого всі разом вони протистоять Таносу, який намагається заволодіти Каменем часу. Ракета і Ґрут прибувають разом з новою зброєю Тором у Ваканду, де беруть участь у битві за Камінь розуму. Після того, як Танос зібрав всі камені та викликав знищення половини населення Всесвіту, з Вартою залишаються тільки Ракета і Небула.

Вартові галактики з'являться у фільмі «Месники: Завершення», так само анонсований фільм «Вартові галактики. Частина 3».